# Sarovo
Sarovo is een plaats in de gemeente Generalski Stol in de Kroatische provincie Karlovac. De plaats telt 18 inwoners (2001).